# Nordische Badmintonmeisterschaft 1965
Die Nordische Badmintonmeisterschaft 1965 fand in Helsinki statt. Es war die vierte Auflage dieses internationalen Badmintonwettbewerbs der skandinavischen Staaten.

## Finalresultate
| Disziplin    | Sieger                      | Finalist                            | Ergebnis           |
| ------------ | --------------------------- | ----------------------------------- | ------------------ |
| Herreneinzel | Erland Kops                 | Kurt Johnsson                       | 15–2, 15–3         |
| Dameneinzel  | Ulla Strand                 | Eva Twedberg                        | 8–11, 12–10, 12–10 |
| Herrendoppel | Erland Kops Klaus Kaagaard  | Bengt-Åke Jönsson Kurt Johnsson     | 15–1, 17–14        |
| Damendoppel  | Karin Jørgensen Ulla Strand | Eva Twedberg Gunilla Dahlström      | 15–9, 15–4         |
| Mixed        | Erland Kops Ulla Strand     | Bengt-Åke Jönsson Gunilla Dahlström | 15–11, 15–10       |